# 신리항 (울주군)
신리항(新里港)은 울산광역시 울주군 서생면 신암리에 위치한 어항이다. 2004년 9월 23일 어촌정주어항으로 지정되었다. 관리청은 울주군청이다.

## 어항시설
- 방파제, 물양장

## 주요 어종
- 멸치, 잡어

## 주변 볼거리
- 고리원자력발전소